# Astres
Astres és el setzè àlbum de Lluís Llach aparegut l'any 1986 i reeditat per PICAP el 1992, amb arranjaments de Carles Cases i Lluís Llach.
L'àlbum, de tall conceptual, explica en només cinc temes un recorregut existencial de l'ésser humà per l'univers des de la llunyania dels astres fins a la intimitat de l'alè, tot passant pels temes astres, sol, lluna i terra.
Sense deixar de banda la punyent crítica social que sempre ha caracteritzat al músic de Verges (present sobretot als temes Lluna i Terra), en aquest disc hi ha una reflexió filosòfica sobre la posició de l'ésser humà (la cançó Alè) en el cosmos. Precisament aquest darrer tema, Alè, conté un cert regust testimonial del músic i clourà el disc d'una manera circular (amb la incorporació dels cors, com al principi de l'àlbum). Les il·lustracions de la portada i la carpeta del disc suggereixen també aquest sentit circular.
El disc representa un punt d'inflexió en la carrera del cantautor de Verges, ja que incorpora elements tècnics nous com sintetitzadors o caixes de ritme i sampler. En aquest sentit, cal destacar també d'altres incorporacions com l'arpa, l'oboè i els cors, que responen a la sensibilitat estètica del moment, amb l'adveniment de la música ètnica i el període conegut com a New Age. Tot plegat en un camí que inicia en la cerca de noves sonoritats, que continuarà amb Geografia (1988) i Torna Aviat (1991).